# Tim Sluiter
Tim Sluiter (Enschede, 17 mei 1989) is een Nederlandse voormalig professioneel golfspeler. Hij is lid van de Hattemse Golfclub.

## Amateur
In 1999 komt hij in de C-selectie van de Nederlandse Golf Federatie (NGF). Toch blijft hij hockeyen, en komt in 2001 in de Selectie van Oost Nederland. Dan wordt het duidelijk dat hij niet beiden kan doen, en kiest hij voor golf.

#### Individueel
In 2005 wint hij het RiverWoods Junior Open met een baanrecord van 65. Samen met Joost Luiten gaat hij naar Argentinië en wint de Copa Juan Carlos Tailhade.
In 2006 wint hij opnieuw het Riverwood Junior Open, ditmaal door zijn eigen baanrecord te verbeteren en een ronde van 64 binnen te brengen. Ook wint hij de Trompbeker (Nederlands kampioenschap t/m 21 jaar) en wordt hij tweede bij het Frans Amateur Kampioenschap. Hij speelt mee op het KLM Open waar hij de cut haalt. 

In 2007 haalt hij zijn vwo-diploma, waarna hij het KLM Open op de Kennemer Golf & Country Club speelt. Ook wint hij ditmaal het Frans Amateur Strokeplay Kampioenschap. In augustus 2007 gaat hij voor een jaar naar de Verenigde Staten, waar hij aan de University of Southern California (USC) in Los Angeles golf en een studie natuurkunde gaat combineren. Hij speelt voor het universiteitsteam. In de zomer van 2008 is hij terug en speelt handicap +4.
Eind 2009 heeft Sluiter geprobeerd zich op de Circolo Golf Bogogno voor de tweede ronde van de Europese Tourschool te kwalificeren. Aangezien dat is mislukt, gaat hij in januari 2010 naar Thailand om zich te kwalificeren voor de Aziatische PGA Tour.
De coaches van Tim zijn Chris van der Velde en Eelco Bouma.

#### Teams
- In 2005 wordt hij Nederlands kampioen met het golfteam van de Sallandsche, en Europees kampioen met het Nederlands Boys Team.
- Tim zit in het Oranje Team dat in 2006 meespeelt aan het Wereldkampioenschap voor amateurs in Stellenbosch, samen met Joost Luiten en Wil Besseling. Het Oranje Team behaalt de overwinning.[7] Dit levert hun een wildcard op voor het KLM Open van 2007, waar hij de cut haalt. Ook wordt hem gevraagd om in het Continentale team de Jacques Leglise Trophy te spelen.
- Palmer Cup: In 2008 speelt Sluiter in Schotland de Palmer Cup, waar het Europese team wint. In 2009 maakt Sluiter op de Cherry Hills Country Club de beslissende put waardoor de beker weer door Europa wordt gewonnen.[8]

## Professional
Sluiter werd eind 2009 professional. In 2010 speelde Sluiter op de Aziatische PGA Tour en vulde dat aan met de EPD Tour, waar hij zijn eerste twee overwinningen behaalde, de Chronos-Cup en de Preis der Hardenberg GolfResort. Later eindigde hij bij het Fulda EPD Tour Kampioenschap hoog genoeg om nummer vijf van de EPD-Order of Merit te eindigen zodat hij een spelerskaart voor de Challenge Tour van 2011 behaalde. Ondertussen was hij ook naar de Stage 1 en 2 van de Tourschool geweest en had hij zich voor de Final Stage gekwalificeerd. In december 2010 eindigde hij veertiende op de Tourschool en in 2011 speelde hij op de Europese Tour. Hij eindigde op de 176ste plaats. In december 2011 haalde hij weer de Finals, en daar eindigde hij op de 30e plaats.
In 2015 heeft Sluiter besloten met top-golf te stoppen.

### Gewonnen
EPD Tour
- 2010: Chronos-Cup (-12), Preis der Hardenberg GolfResort[9]

Europese Tour
- 2012: Tourschool, Stage 2

## Trivia
- De vader van Tim, Jart Sluiter, is met rallyorganisator Bart Rietbergen in 2011 gestart met een virtuele golfclub, Royal Dutch Golf.